# Anders Järryd
Anders Järryd (Göteborg, 13 luglio 1961) è un ex tennista svedese.
Ha ottenuto i risultati migliori della sua carriera nella specialità del doppio, in cui ha vinto tra gli altri otto tornei del Grande Slam, conquistando ognuno dei quattro tornei almeno una volta. Vincitore di 4 Masters sempre di doppio, ha raggiunto inoltre la prima posizione della relativa classifica mondiale nel 1985.
Sempre nel doppio ha vinto la medaglia di bronzo per la Svezia alle Olimpiadi di Seoul del 1988 in coppia con Stefan Edberg.
In singolare il suo risultato di maggior prestigio è la semifinale a Wimbledon raggiunta nel 1985.
Complessivamente in carriera ha vinto 67 tornei, 8 in singolare e 59 in doppio (compreso la coppa Davis).

## Singolare

### Vittorie (8)
| Legenda                                          |
| Grande Slam (0)                                  |
| Tennis Masters Cup ATP (0)                       |
| Tennis Masters Cup WCT (1)                       |
| Grand Slam Cup (0)                               |
| Grand Prix Super Series / ATP Masters Series (0) |
| ATP Grand Prix (7)                               |

| Numero | Data | Torneo                                      | Superficie     | Avversario in finale | Punteggio             |
| 1.     | 1982 | ATP Linz, Linz                              | Terra rossa    | José Higueras        | 6–4, 4–6, 6–4         |
| 2.     | 1982 | Ancona Open, Ancona                         | Sintetico      | Mike De Palmer       | 6–3, 6–2              |
| 3.     | 1984 | Dutch Open, Hilversum                       | Terra rossa    | Tomáš Šmíd           | 6–3, 6–3, 2–6, 6–2    |
| 4.     | 1984 | Australian Indoor Championships, Sydney     | Cemento indoor | Ivan Lendl           | 6–3, 6–2, 6–4         |
| 5.     | 1985 | Brussels Indoor, Bruxelles                  | Sintetico      | Mats Wilander        | 6–4, 3–6, 7–5         |
| 6.     | 1986 | WCT Finals, Dallas                          | Sintetico      | Boris Becker         | 6(3)–7, 6–1, 6–1, 6–4 |
| 7.     | 1990 | Vienna Open, Vienna                         | Sintetico      | Horst Skoff          | 6–3, 6–3, 6–1         |
| 8.     | 1993 | ABN AMRO World Tennis Tournament, Rotterdam | Sintetico      | Karel Nováček        | 6–3, 7–5              |

### Finali (15)
| Legenda                                          |
| Grande Slam (0)                                  |
| Tennis Masters Cup ATP (0)                       |
| Grand Prix Super Series / ATP Masters Series (3) |
| ATP Grand Prix (12)                              |

| Numero | Data | Torneo                         | Superficie  | Avversario in finale | Punteggio      |
| 1.     | 1981 | Swedish Open, Båstad (1)       | Terra rossa | Thierry Tulasne      | 6-2, 6-3       |
| 2.     | 1983 | Swedish Open, Båstad (2)       | Terra rossa | Mats Wilander        | 6-1, 6-2       |
| 3.     | 1983 | Canada Open, Montréal          | Cemento     | Ivan Lendl           | 6-2 6-2        |
| 4.     | 1984 | Swedish Open, Båstad (3)       | Terra rossa | Henrik Sundström     | 3–6, 7–5, 6–3  |
| 5.     | 1984 | Cincinnati Masters, Cincinnati | Cemento     | Mats Wilander        | 7–6(4), 6-3    |
| 6.     | 1985 | Toronto Indoor, Toronto        | Indoor      | Kevin Curren         | 7–6, 6–3       |
| 7.     | 1985 | Milan Indoor, Milano           | Sintetico   | John McEnroe         | 6-4 6-1        |
| 8.     | 1985 | Stockholm Open, Stoccolma      | Cemento (i) | John McEnroe         | 6-1 6-2        |
| 9.     | 1986 | ATP Rotterdam, Rotterdam (1)   | Sintetico   | Joakim Nyström       | 6–0, 6–3       |
| 10.    | 1987 | Wembley Championship, Wembley  | Sintetico   | Ivan Lendl           | 6-3 6-2 7-5    |
| 11.    | 1989 | ATP Rotterdam, Rotterdam (2)   | Sintetico   | Jakob Hlasek         | 6–1, 7–5       |
| 12.    | 1989 | SAP Open, San Francisco        | Sintetico   | Brad Gilbert         | 7–5, 6–2       |
| 13.    | 1991 | Copenaghen Open, Copenaghen    | Sintetico   | Jonas Svensson       | 6–7, 6–2, 6–2  |
| 14.    | 1994 | China Open, Pechino            | Sintetico   | Michael Chang        | 7–5, 7–5       |
| 15.    | 1995 | Ordina Open 's-Hertogenbosch   | Erba        | Karol Kučera         | 7–6(7), 7–6(4) |

## Finali di doppio nei Tornei del Grande Slam  (13)

### Vittorie (8)
| Anno | Torneo Grande Slam  | Partner         | Avversari in finale             | Punteggio               |
| 1983 | Open di Francia     | Hans Simonsson  | Mark Edmondson Sherwood Stewart | 7–6, 6–4, 6–2           |
| 1987 | Australian Open     | Stefan Edberg   | Peter Doohan Laurie Warder      | 6–4, 6–4, 7–6           |
| 1987 | US Open             | Stefan Edberg   | Ken Flach Robert Seguso         | 7–6, 6–2, 4–6, 5–7, 7–6 |
| 1987 | Open di Francia (2) | Robert Seguso   | Guy Forget Yannick Noah         | 6–7, 6–7, 6–3, 6–4, 6–2 |
| 1989 | Wimbledon           | John Fitzgerald | Rick Leach Jim Pugh             | 3–6, 7–6, 6–4, 7–6      |
| 1991 | Open di Francia (3) | John Fitzgerald | Rick Leach Jim Pugh             | 6–0, 7–5                |
| 1991 | Wimbledon (2)       | John Fitzgerald | Javier Frana Leonardo Lavalle   | 6–3, 6–4, 6–7, 6–1      |
| 1991 | US Open (2)         | John Fitzgerald | Scott Davis David Pate          | 3–6, 7–6, 6–4, 7–6      |

### Sconfitte in finale (5)
| Anno | Torneo Grande Slam  | Partner         | Avversari in finale         | Punteggio                 |
| 1984 | US Open             | Stefan Edberg   | John Fitzgerald Tomáš Šmíd  | 7–6, 6–3, 6–3             |
| 1986 | Open di Francia     | Stefan Edberg   | John Fitzgerald Tomáš Šmíd  | 3–6, 6–4, 3–6, 7–6, 14–12 |
| 1988 | Open di Francia (2) | John Fitzgerald | Andrés Gómez Emilio Sánchez | 6–3 6–7, 6–4, 6–3         |
| 1988 | Wimbledon           | John Fitzgerald | Ken Flach Robert Seguso     | 6–4, 2–6, 6–4, 7–6        |
| 1993 | Australian Open     | John Fitzgerald | Danie Visser Laurie Warder  | 6–4, 6–3, 6–4             |